# Beleg van Compiègne
Het Beleg van Compiègne (1430) was een militair treffen tijdens de Honderdjarige Oorlog. Het was tevens de laatste militaire actie van Jeanne d'Arc. Met haar gevangenname door de Bourgondiërs even buiten de stad op 23 mei eindigde haar carrière als legeraanvoerster. Hoewel het beleg van gering belang was en de Fransen de strijd wonnen, waren de gevolgen groot, aangezien Frankrijk zijn charismatische en succesvolle legeraanvoerster was kwijtgeraakt.
Tijdens de Honderdjarige Oorlog hadden de Engelsen een bondgenoot in de Bourgondiërs. Philips de Goede claimde de stad gebaseerd op zijn huwelijk met Agnes van Bourgondië.  In mei 1430 startte de bourgondische legerleider Jan II van Luxemburg-Ligny een beleg van Compiègne. Vanaf 14 mei probeerde Jeanne d'Arc om een ontzet te forceren. Het Bourgondische legerkamp werd overvallen en de Bourgondiërs leden zware verliezen, echter bij de terugtocht naar de stad op 23 mei werd Jeanne d'Arc gevangengenomen. Dit bleek haar laatste oorlogsdaad in de Honderdjarige Oorlog, een jaar later werd zij terechtgesteld.  Het beleg werd opgebroken op 26 oktober.